# الصليب المعقوف النازي

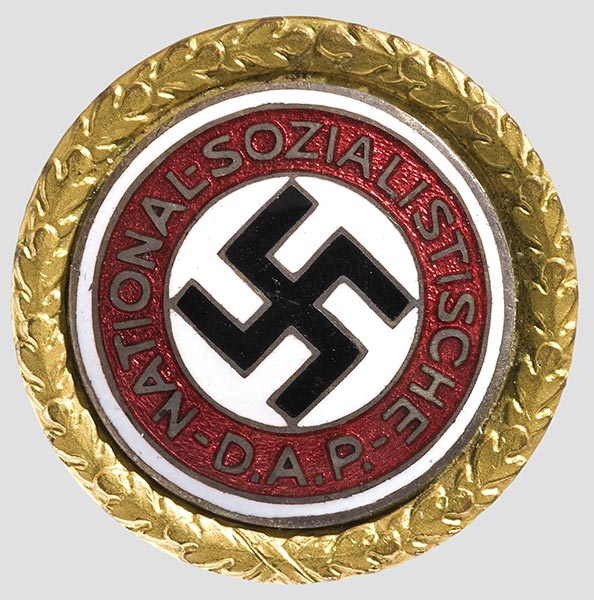
زخرفة الحزب النازي مع الصليب المعقوف في الوسط، ويستخدم على نطاق واسع خلال الرايخ الثالث

الصليب المعقوف هو رمز للنازية. وهو مستوحى من الصلبان المعقوفة في العديد من الثقافات.
كان يستخدم كرمز لأدولف هتلر والحزب النازي بسبب ارتباطه مع الآريين، للشعوب التي كانت تطالب به.
الصليب المعقوف هو تمثيل اتجاه عقارب الساعة (يمينا) من الصليب المعقوف. لا ينبغي أن نخلط بين الاثنين، لأنه في حين كان في الغرب عادة ما يرتبط بالنازية، وليس هذا هو الحال في الشرق، وبالتالي فإن الصليب المعقوف (تحول اليسار) هو رمز بوذي ويوجد في المعابد البوذية.الصليب المعقوف الأسود هو شعار النازية، في زاوية 45 درجة على دائرة بيضاء.اعتمد الصليب المعقوف من قبل الحزب النازي بينما كان لا يزال حزب العمال الألماني، وفي عام 1920 أصبح شعارها الرسمي.

## المعنى
يمثل العلم والشعار النازي الأتي:
- الصليب الأسود يمثل الكفاح.
- الدائرة البيضاء تمثل النقاء.
- الأحمر يمثل الفكر الاجتماعي.

## أصل الرمز
مصطلح «الصليب المعقوف» يدل على الحرف اليوناني غاما. في الألمانية، ويترجم بالألمانية[ ؟ ] «الصليب المعقوف».
تم العثور على أقرب تمثال لهذا الرمز في بلاد ما بين النهرين وعيلام، وتؤرخ في 2500 حتى 3000 سنة قبل الميلاد.انتشر عن طريق البحر الأبيض المتوسط وصولا إلى شمال أوروبا خلال العصر الحديدي.القرن الرابع قبل الميلاد. وصل الهند، والصين في القرن القادم.

## الأنواع
هناك عدة أنواع من الصليب المعقوف:

العلم النازي

- صليب أسود 45 درجة مائل على دائرة بيضاء (مثال: علم الحزب النازي والرايخ الثالث).
- صليب أسود 45 درجة مائل على مربع أبيض على نقطة (مثال:شباب هتلر).
- صليب أسود 45 درجة مائل ومحاط بالأبيض والأسود على دائرة بيضاء (مثال: لافتة حرب).
- صليب أسود محاط بالأبيض والأسود على دائرة بيضاء (مثال: العلم الشخصي لهتلر محاطا بتاج ذهبي، والوحدات الوقائية "فافن إس إس").
- صليب صغير يميل 45 درجة وفضي، أسود أو أبيض، وأحيانا بين فكي نسر (شارات وأعلام).
- صليب منحني يشكيل دائرة مكسورة (صص قسم نوردلاند، شعب خارجية)
- صليب أزرق (شارة مستخدمة من قبل الفنلنديين خلال الحرب العالمية الثانية)
- صليب أحمر (شارة مستخدمة من قبل اللتوانيين خلال الحرب العالمية الثانية)

## الاستخدام الرسمي
يستخدم الصليب المعقوف في كل القاعات والأماكن النازية وعلى كل الأزياء الرسمية في ألمانيا النازية ويتم رسمه وتمثيله على الجدران في المباني الحكومية.
في 14 مارس، بعد وقت قصير من أن أصبح هتلر مستشارا، أصبح العلم النازي في منزلة العلم الوطني.
و في مؤتمر نورنبرغ، أصبح العلم الوطني الوحيد في ألمانيا.

## بعد الحرب العالمية الثانية
أصبح الصليب المعقوف منبوذ في أوروبا والعالم غير أن أغلبية الألمان يعتبرونه رمزا وطنيا علي غرار أدولف هتلر وكثير من الحركات والتنظيمات العالمية تعتبره رمز إرهابي وتدعوا إلى محوه لكن النازيين الجدد يستعملونه.

## وصلات خارجية
- النازية
- أدولف هتلر